# Morio-Muscat

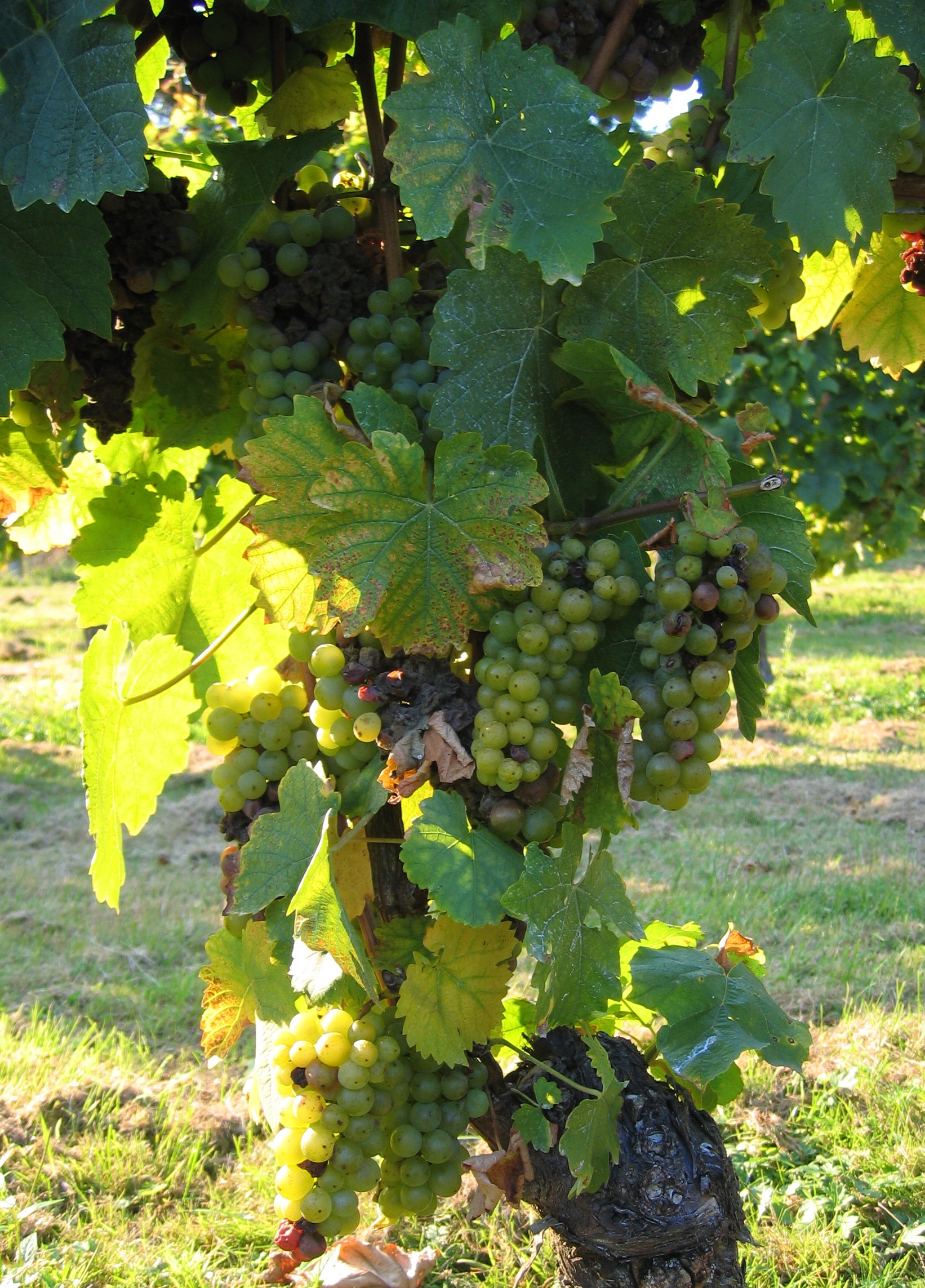
Morio-Muscat druiven

Morio-Muscat is een witte druivensoort en is ontwikkeld uit Silvaner Gruen en Muscat a Petits Grains Blancs. In 1928 is de kruising door druivenkweker Peter Morio vastgelegd.
Deze druif levert een wijn met een krachtige smaak en sterk muskaat bouquet.
Indien Morio-Muscat in een goed gekozen wijngaard is aangeplant kan zij interessante wijnen van goede kwaliteit leveren. De druiven moeten goed kunnen afrijpen om het typische “Morio-aroma” naar boven te krijgen. De verkregen wijn herinnert aan citroen en bloesem.
In Duitsland wordt deze druif alleen in bepaalde wijngebieden veel aangeplant. Hoewel de laatste decennia afnemend. In de jaren ’70 was het een veel gebruikte druif, naast de Müller-Thurgau, voor merknamen van de populaire Liebfraumilch.
Ook in de landen Oostenrijk, Zwitserland, Zuid-Afrika en Canada wordt Morio-Muscat verbouwd.

## Synoniemen
Geilweilerhof  I- 28- 30, Morio Muskotaly